# Thury-Nussberg Dampfwagen

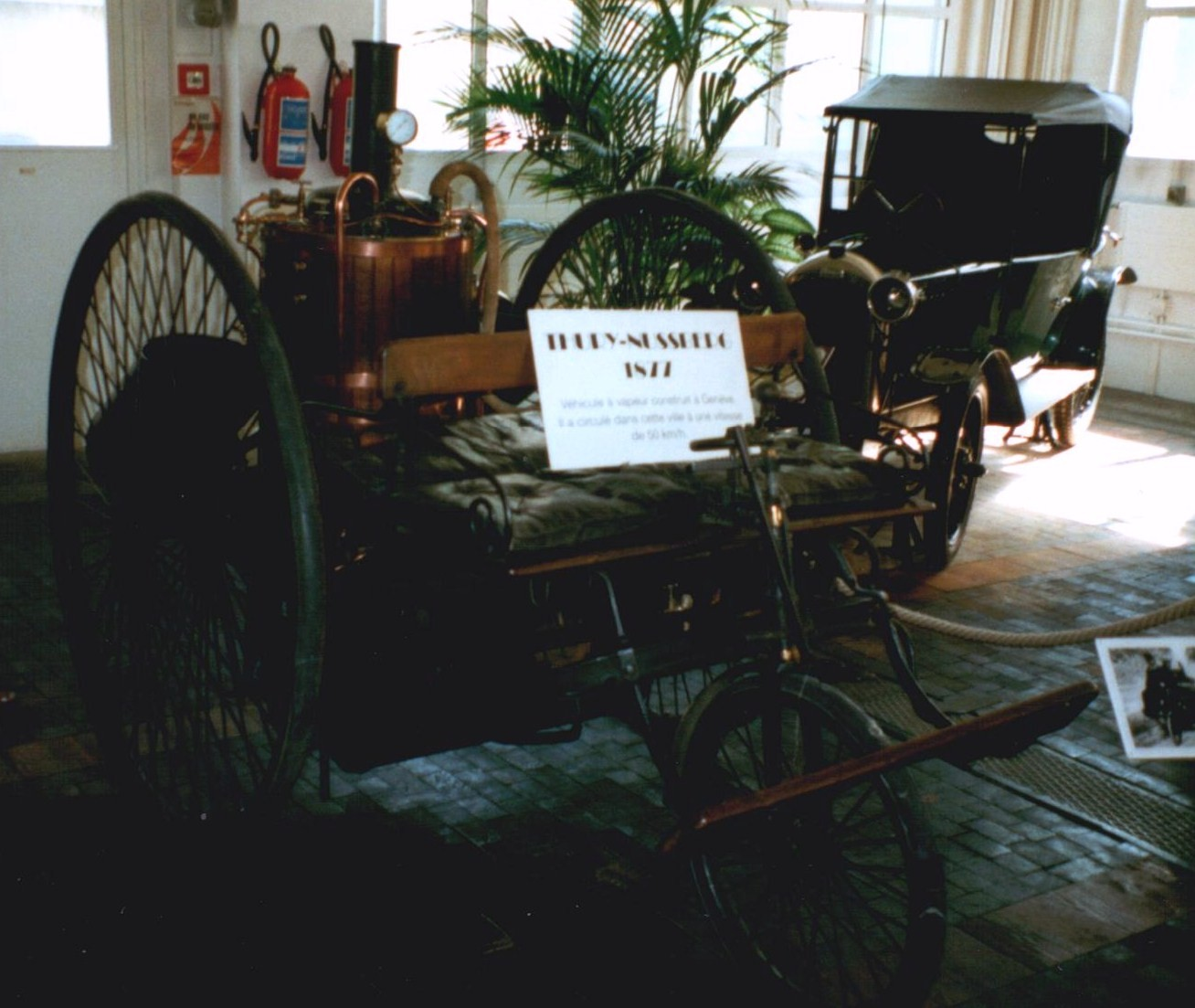
Thury-Nussberg 1877

Der Thury-Nussberg Dampfwagen von 1877 ist ein frühes Automobil.

## Beschreibung
René Thury und sein Studienkollege Nussberg waren Lehrlinge der Société Genevoise d’Instruments de Physique. 1877 entschlossen sie sich, einen Dampfwagen zu entwickeln. Es war ein Dreirad, bei dem sich das einzelne Rad vorne befand. Die beiden größeren Hinterräder wurden angetrieben. Der Dampfmotor hatte zwei Zylinder mit 70 mm Bohrung und 85 mm Hub und leistete 12 PS. Die Höchstgeschwindigkeit betrug 50 km/h.
Das Fahrzeug ist erhalten geblieben und war 1999 im Automuseum Jean Tua in Genf zu besichtigen.